# Іванко (цар Болгарії)
Іванко також Іванко-Олексій (болг. Иванко) — цар Болгарії після 1196 року. Був волоським боярином та родичем Івана Асена I. Був лідером місцевих волохів і болгарських слов'ян. Убив свого двоюрідного брата Івана Асена I у 1196 р. та деякий час був царем Болгарії.

## Життєпис
Дата і місце народження невідома. Він був одним з лідерів та соратників повстання Асена і Петра проти візантійського панування, коли було відновлено Друге Болгарське царство. Після цього був при дворі правителів Болгарії, де в Іванка завязались стосунки з має стосунки з сестрою королеви Олени. Іван Асен I викликав Іванка до себе для пояснень. Оскільки він був одним з воєнначальників та наближених до правителя, варта пропускає його до монарха коли він був озброєний мечем. У сварці, що спалахнула, цар Іван Асен І потягнувся до меча, але Іванко випередив того і смертельно поранив. 
Іванко мав прихильність та авторитет у багатьох болгарських і волоських бояр. Деякі дослідники прослідковують у цих подіях боярську змову, в якій також був «римський зв'язок» (вплив Східної Римської імперії). А болгарський історик В. Златарський приписав це вбивство куманській (половецькій) фракції в болгарському уряді. 
Після цього, у 1196 рокі Іванко став правити в столиці Болгарії Тирново і звернувся за допомогою до імператора Олексія III Ангела. Однак армія Східної Римської імперії збунтувалася під час свого походу, що дало змогу брату Асена Петру претендувати на престол.
Іванку та його прихильниками не вдалося закріпити свою владу, адже окрім Петра проти них виступив також і князь Калоян. Іванко, його брата Мито та інші бояри вимушені були втекти до Константинополя. Тирново було захоплене військами царя Петра та його брата Калояна. Через кілька місяців після цього Петро теж був убитий змовниками, а Калоян сходить на Болгарський престол.
Після втечі до Східної Римської імперії Іванко був прийнятий імператором з почестями. Він був перехрещений і отримав імператорське ім'я Олексій, після чого був призначений губернатором Філіппополя або Пловдивського князівства. Він одружився на 4-річній онуці імператора Теодорі Ангеліні Комнині. Він зібрав військо з болгар та волохів, відбудував місцеві фортеці і почав відриватися від візантійської опіки. У цей період він створив фактично незалежне князівство в Родопах і центральній Фракії. 
Після сходження на престол у 1197 році Калояна, Іванко вступив з ним у союз проти Візантії. Він узяв у полон візантійського полководця Мануїла Каміцеса, який був посланий проти нього. Пізніше М. Каміцеса викупив його зять, сусід Іванка Добромир Хриз, що правив у Македонії та також спирався на болгар і волохів. Тим часом, на Великдень наступного року цар Калоян захопив Варну.
Союз Калояна та Іванка став настільки небезпечний для Східної Римської імперії, що вони вирішили знищити князівство. Найвищі полководці імператора Олексій Палеолог і Теодор Ласкаріс виступили проти Іванка. Однак, не здолавши його в бою, вони вирішили знищити його зрадою. 1200 року імператор пропонує Іванку зустріч, але болгарин, який добре знає візантійські звичаї, відмовляється. Він поставив свої умови: прислати йому малолітню наречену, видати йому імператорський хрисовул, яким би визнали його володіння, і щоб імператор присягнув на Біблії , що не заподіє йому шкоди. Візантійці кажуть що "приймають" ці умови, і, щоб все було якомога достовірніше, передають Іванкові примірник Святого Письма, на якому була складена присяга. Але навіть Іванко, який вирізняється не лише фізичною силою, а й розумом, не здогадується, як далеко може зайти хитрість Візантії. Коли зустріч починається, Іванка схоплюють і заковують у ланцюги. За наказом імператора він був страчений, а візантійці повернули собі землі його князівства. 